# Mount Mogensen
Mount Mogensen ist ein 2790 m hoher und verschneiter Berg im westantarktischen Ellsworthland. Er ragt 8 km nordöstlich des Mount Ulmer im nördlichen Teil der Sentinel Range des Ellsworthgebirges auf und ist die höchste Erhebung der Gromshin Heights.
Der US-amerikanische Polarforscher Lincoln Ellsworth entdeckte ihn bei seinem Transantarktisflug am 23. November 1935. Das Advisory Committee on Antarctic Names benannte ihn 1960 nach Major Palle Mogensen (1908–1991) von der United States Army, wissenschaftlicher Leiter der Südpolstation von 1957 bis 1958.